# Sonic Boom: Rise of Lyric
Sonic Boom: Rise of Lyric, is een actie-avonturenspel ontwikkeld door Big Red Button en werd uitgegeven door SEGA voor de Wii U. Het spel is onderdeel van de Sonic the Hedgehog-franchise, die ook bestaat uit televisieseries, speelgoed en stripboeken

## Spel
Sonic, Tails, Knuckles en Amy komen via een geheime deur terecht bij een slangachtige schurk, genaamd Lyric the last Ancient. Na een ontmoeting met Cliff ontdekt de groep dat Lyric slechte plannen heeft om de Chaos-diamanten te gebruiken om een wereld te scheppen voor zijn kwaadaardige metalen robotleger. De groep besluit om de diamanten te pakken voordat Lyric ze in handen krijgt.
Sonic Boom is een actie-avonturenspel dat vooral is gericht op verkenning en gevecht. Er kan uit vier karakters worden gekozen, waarbij elk karakter zijn eigen mogelijkheden heeft. Sonic kan zijn snelheid gebruiken, Tails kan vliegen, Knuckles heeft de mogelijkheid muren te beklimmen, en Amy kan haar hamer gebruiken. In het spel is het de bedoeling om samen te werken, de speler kan wisselen tussen karakters om zo verder in het spel te komen.

## Ontvangst
Sonic Boom: Rise of Lyric ontving negatieve recensies. Critici benoemden het matige concept en ontwerp, de slechte graphics, haperingen en flauwe grappen. Het kreeg op aggregatiewebsite Metacritic een score van 32/100, de laagste ooit voor een Sonic-spel, en op GameRankings een score van 33,15%.
| Publicatie   | Score  |
| ------------ | ------ |
| GameRankings | 33%    |
| Metacritic   | 32/100 |
| GameSpot     | 2/10   |
| IGN          | 4,3/10 |

## Verkoop
Sega maakte bekend dat het totaal verkochte exemplaren van de Sonic Boom-reeks (Rise of Lyric en Shattered Crystal) uitkwam op 620.000 per 11 mei 2015. Hiermee werd het de minst verkochte uit de reeks.